# Tàu ngầm lớp A (Na Uy)
Tàu ngầm lớp A là loại tàu ngầm do xưởng đóng tàu Krupp Germania tại Kiel, Đức thiết kế và đóng từ năm 1913 đến năm 1914 sau đó đã được giao cho Lực lượng hải quân hoàng gia Na Uy.
Chính quyền Na Uy đã đặt mua 4 chiếc tàu ngầm gần hoàn tất năm 1913 và đã nhận được ba chiếc trước khi chiến tranh thế giới thứ nhất nổ ra. Đế chế Đức đã trưng dụng chiếc thứ tư do chiến tranh nổ ra và sử dụng để huấn luyện tại biển Baltic, khi chiến tranh kết thúc nó đã được kéo lên để tháo rã ra. Các tàu của Na Uy thì vẫn được sử dụng cho đến giai đoạn đầu của chiến tranh thế giới thứ hai lúc chúng bị đánh chìm hoặc tháo chìm để tránh bị bắt.